# Erebia pronoe
Erebia pronoe е вид пеперуда от семейство Многоцветници (Nymphalidae). Видът не е застрашен от изчезване.

## Разпространение и местообитание
Разпространен е в Австрия, Албания, Босна и Херцеговина, България, Германия, Испания, Италия, Лихтенщайн, Полша, Северна Македония, Румъния, Словакия, Словения, Сърбия, Франция, Хърватия, Черна гора и Швейцария.
Регионално е изчезнал в Украйна.
Обитава гористи местности, пустинни области, планини, възвишения, склонове, ливади и храсталаци.

## Описание
Популацията на вида е намаляваща.